# Cáceres (Spanyolország)
Cáceres (extremadurai nyelven Caçris, asztúr-leóni és fala nyelven Cáciris) város Nyugat-Spanyolországban, Cáceres tartomány székhelye, Extremadura autonóm közösségben. 
Püspöki székhely. Élénk kereskedőváros és ipari központ. 403 m magasan fekvő óvárosa 1986 óta az UNESCO kulturális világörökségének része.

## Története
Az ibér-kelta település helyén a rómaiak i. e. 74-ben létesítettek katonai tábort Colonia Norbensis Caesarina néven. A várossá fejlődő település városfalait i. e. 34-ben emelték. A nyugati gótok uralmát a mórok uralma követte, akik a települést al-Caziresnek nevezték (ez a mai városnév forrása is). Több ideiglenes keresztény visszafoglalás következett; 1170-ben itt alakult meg a Szent Jakab-rend a Szent Jakab útján Santiago de Compostelába tartó zarándokok védelmére. Cáceres az 1220-as évek második felében került IX. Alfonz leóni király kezére. A város a 15–16. században élte a fénykorát.

## Nevezetességek, látnivalók
- Szűz Mária-társszékesegyház
- Xavéri Szent Ferenc-templom
- Maltravieso-barlang, ősi barlangrajzokkal
- Carvajal-palota, 15–16. századi műemlék

## Itt született nevezetes személyek
- Francisco José de Ovando (1693–1755), politikus
- Álvaro Gómez Becerra (1771–1855), politikus
- Ada Salas (1965 -),
- Manuel Sánchez Delgado (1965 -), labdarúgó
- Carlos Simón Vázquez (1965 -), katolikus egyházi személy
- César Sánchez (1971 - ), labdarúgó
- Fernando Morientes (1976 - ), labdarúgó
- José Antonio Pecharromán (1978 -), kerékpáros

## Népesség
A település lakosságának változását az alábbi diagram mutatja:
| Lakosok száma | 82 034 | 88 245 | 90 218 | 93 131 | 95 026 | 95 855 | 95 814 | 96 126 | 95 418 | 96 441 |
|               | 2001   | 2004   | 2006   | 2009   | 2011   | 2014   | 2016   | 2019   | 2021   | 2024   |

## Képek

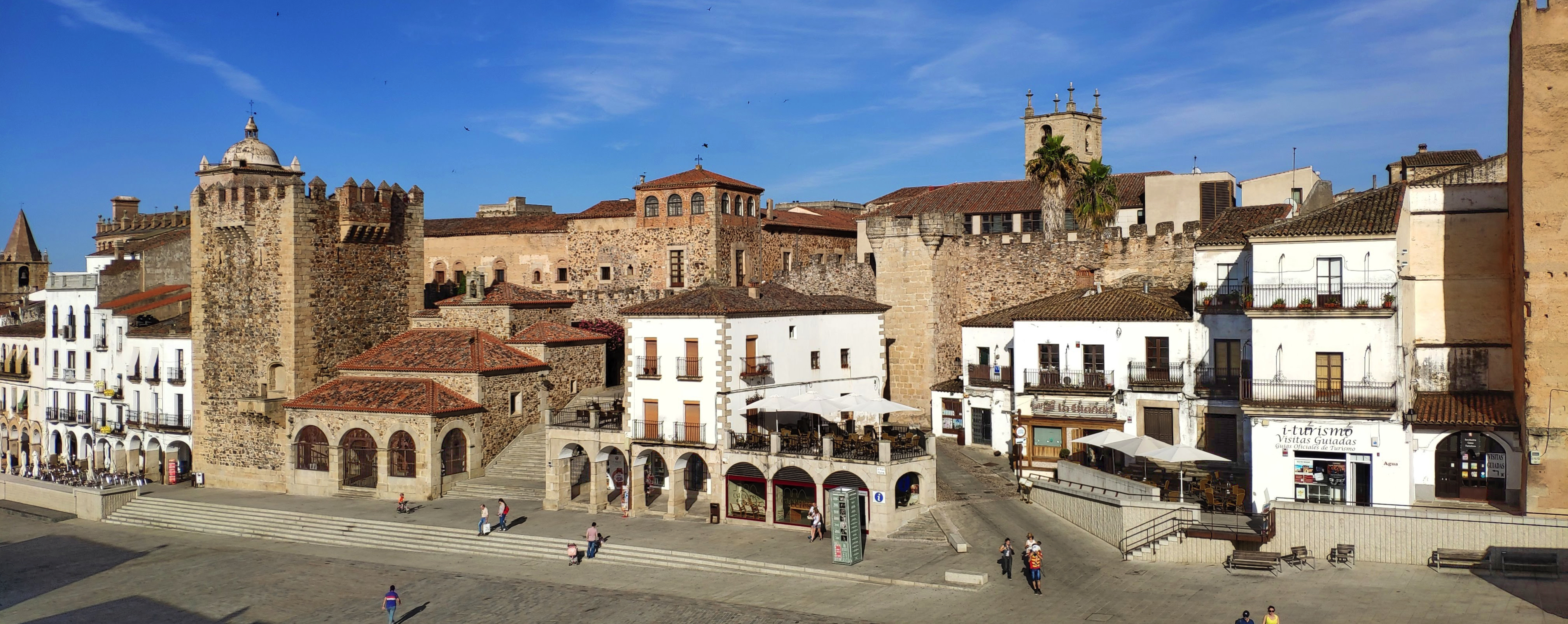
A Plaza Mayor
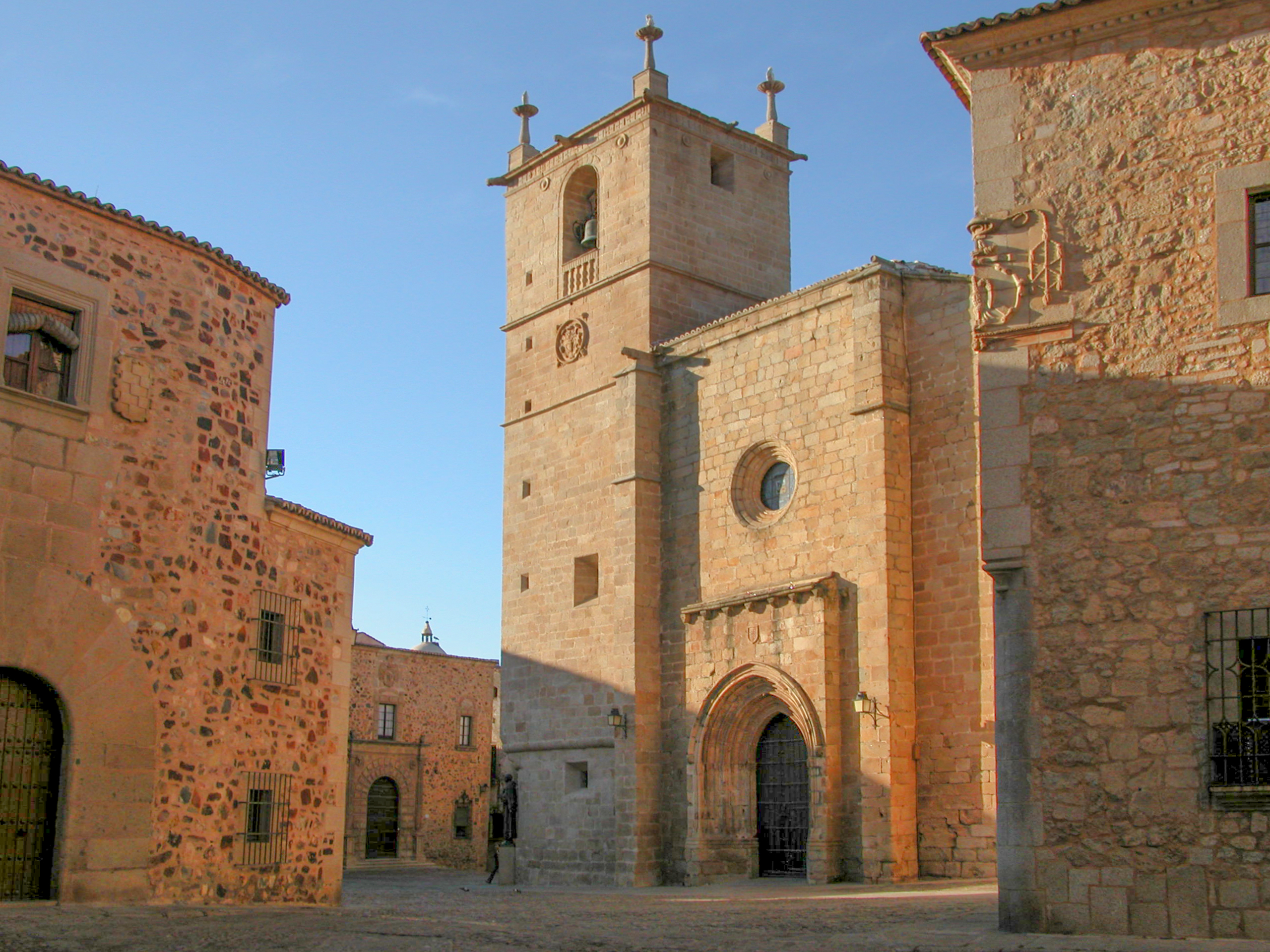
A Szűz Mária-székesegyház
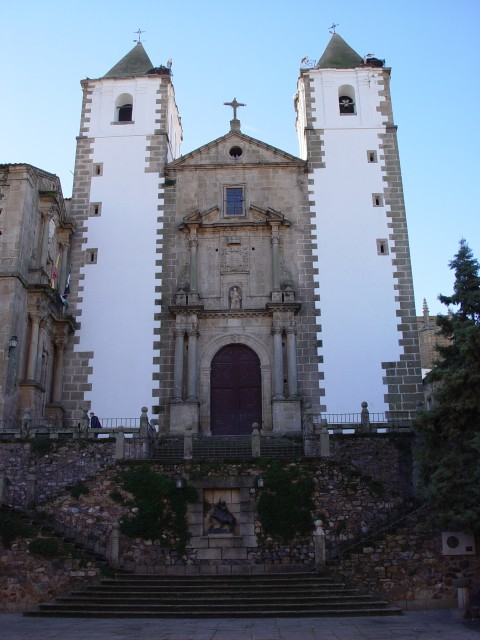
A Xavéri Szent Ferenc-templom
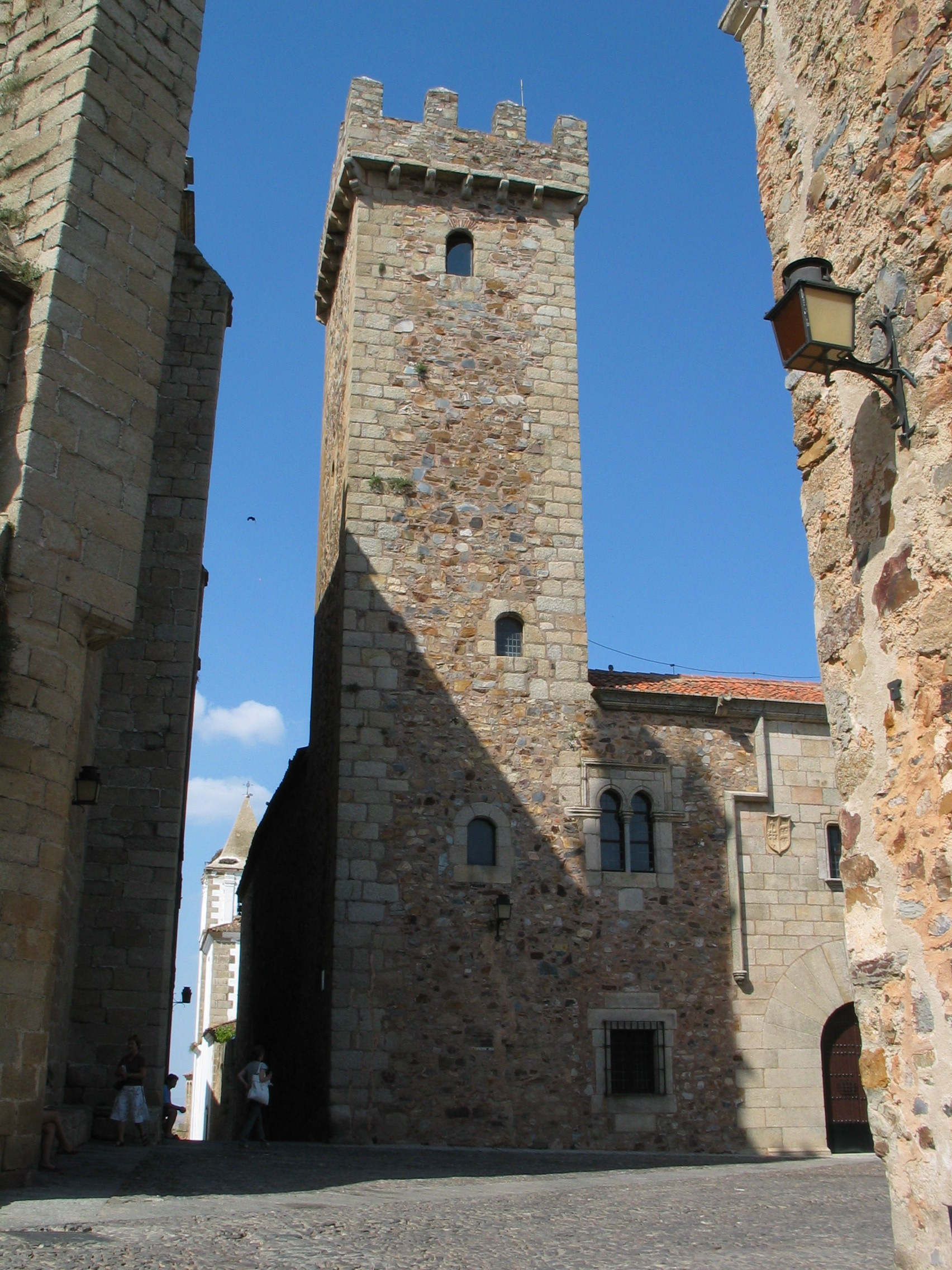
A Palacio de las Cigüeñas tornya